# Hedging
La copertura del rischio (in lingua inglese hedging), nella finanza, indica una strategia volta a tutelare un investimento a termine da possibili imprevisti quali per esempio fluttuazioni di valuta o di prezzo.

## Descrizione
L'ambito d'applicazione tipico è costituito da operazioni a tasso variabile (mutui su pegno, ipotecari, prestiti obbligazionari) e sono di varia natura a seconda del tipo di prodotto acquistato: possono per esempio essere strumenti che riducono la volatilità di un portafoglio (con minimizzazione dei rischi di perdite) oppure proteggono il mutuatario dalla eccessiva crescita del tasso d'interesse del prestito concessogli.
Spesso possono fare ricorso a strumenti derivati (ovvero il cui prezzo derivi dal valore di mercato di altri strumenti finanziari) quali per esempio le opzioni come put (il diritto di rivendita di un titolo a un prezzo precedentemente convenuto con contestuale obbligo della controparte di accettazione dell'acquisto) o call (all'opposto della precedente, il diritto di acquisto di un titolo a prezzo convenuto con obbligo della controparte di accettazione della vendita), vendite allo scoperto e contratti future e a termine.
Una strategia di hedging può inoltre permettere di assicurarsi una prestazione predeterminata (profit lock-in) anche in presenza di movimenti di mercato opposti a quelli previsti.

## Etimologia del termine
La parola "hedge" deriva dall'inglese antico "hecg" che indicava originariamente qualsiasi recinzione di tipo naturale o artificiale. Risale agli anni '90 del 1500 il primo utilizzo conosciuto della parola come verbo con il significato di "schivare, eludere". "Assicurarsi contro una perdita", come avverrebbe in una scommessa, risale invece agli anni '70 del 1600.